# Хорохордин, Сергей Геннадьевич
Сергей Геннадьевич Хорохордин (р. 9 октября 1985 года, Барнаул, СССР) — российский спортсмен-гимнаст, мастер спорта международного класса, чемпион Европы в командных соревнованиях 2006 и 2008 года, вице-чемпион мира в команде 2006 года, абсолютный чемпион России 2006 года, обладатель Кубка России по спортивной гимнастике 2007 года, член олимпийской команды России 2008 года, участник Олимпийских игр в Пекине 2008 года (5 место в многоборье)
Первый тренер — Леонид Монарёв, затем занимался у Евгения Кожевникова.

## Результаты
| Год  | Турнир                                       | Место проведения | Вид программы         | Место | Очки    | Место (квалиф.) | Очки (квалиф.) |
| ---- | -------------------------------------------- | ---------------- | --------------------- | ----- | ------- | --------------- | -------------- |
| 2010 | XLII чемпионат мира по спортивной гимнастике | Роттердам        | Командное первенство  | 6     | 263.170 | 6               | 355.076        |
| 2010 | XLII чемпионат мира по спортивной гимнастике | Роттердам        | Абсолютное первенство | 7     | 88.664  | 8               | 89.241         |